# Oncidium tectum
Oncidium tectum är en orkidéart som beskrevs av Heinrich Gustav Reichenbach. Oncidium tectum ingår i släktet Oncidium och familjen orkidéer. Inga underarter finns listade i Catalogue of Life.